# ليو سيماس
ليو سيماس هو لاعب كرة قدم برازيلي في مركز الدفاع، ولد في 12 نوفمبر 1998 في كتاندوفا في البرازيل. لعب مع Orlando City B ‏.